# ماهیندرا

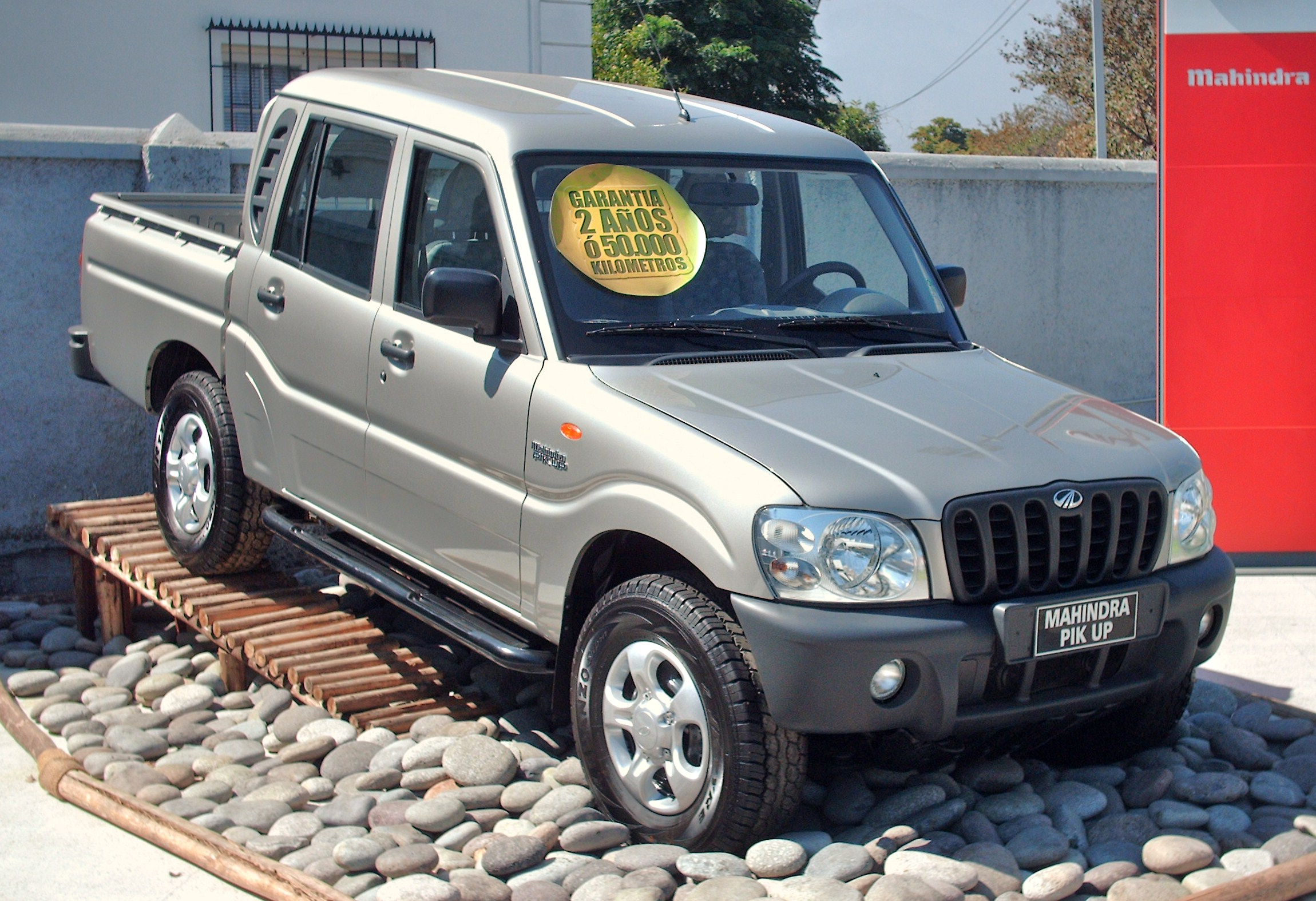
ماهیندرا اسکورپیو پیک آپ

ماهیندرا شرکت خودروسازی هندی است، که زیرمجموعه‌ای از گروه صنعتی ماهیندرا به‌شمار می‌آید و دفتر مرکزی آن در شهر بمبئی قرار دارد.
شرکت ماهیندرا در سال ۱۹۴۵ در شهر لودهیانا و با نام ماهیندرا و محمد توسط برادران ماهیندرا و مالک غلام محمد، آغاز به کار کرد.
ماهیندرا فعالیت‌های خود را توسعه داد و محصولات خود را نه تنها در هند، بلکه در پاکستان نیز عرضه نمود. سپس در پی جدایی مالک غلام محمد (که به پاکستان رفت و در آنجا وزیر سرمایه‌گذاری شد)، از برادران ماهیندرا، نام شرکت در سال ۱۹۴۸ به ماهیندرا و ماهیندرا تغییر یافت.
مالکان ماهیندرا در ابتدا تصمیم گرفتند تا خودروهای همگانی بسازند؛ بدین منظور مونتاژ جیپ ویلیس را در هند آغاز کردند. این شرکت پس از مدت‌ها تصمیم به تأسیس شاخه‌هایی برای ساخت خودروهای سبک تجاری و تراکتورهای کشاورزی گرفت؛ که به سرعت بازار فروش جهانی برای محصولات خود به دست آورد و علاوه بر آن‌ها به ساخت خودروهای نظامی اشتغال یافت.
در سال‌های اخیر شرکت ماهیندرا تصمیم به نفوذ به بازارهای دیگر گرفت؛ بنابراین به بازار دوچرخ‌ها وارد شد. ماهیندرا همچنین بیشتر سهام (سهام کنترل) شرکت خودروهای برقی روا را خریداری نمود. شرکت ماهیندرا هم‌اکنون مالکیت شرکت کره‌ای سانگ‌یونگ و شرکت ایتالیایی پینینفارینا را نیز در اختیار دارد.

## نگارخانه

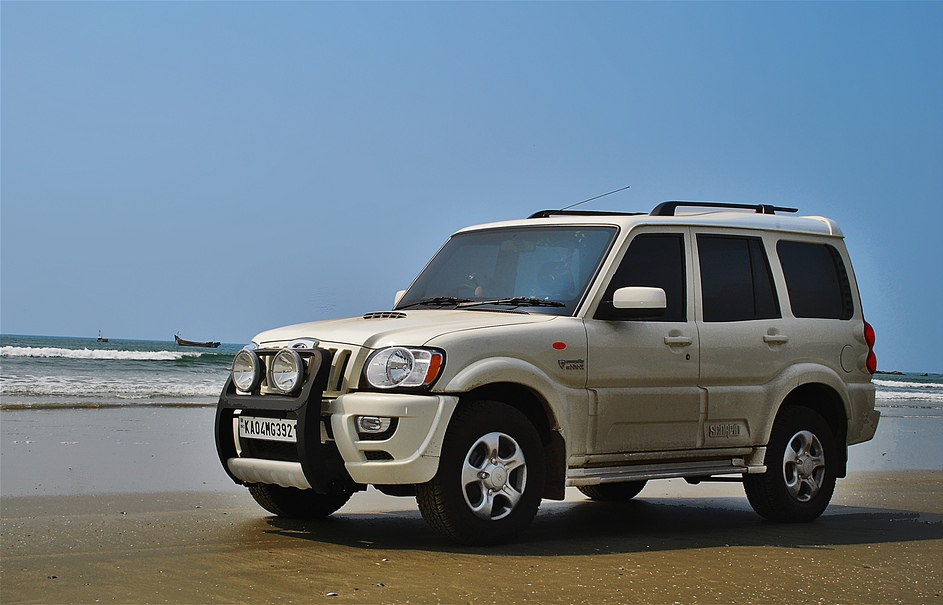
ماهیندرا اسکورپیو
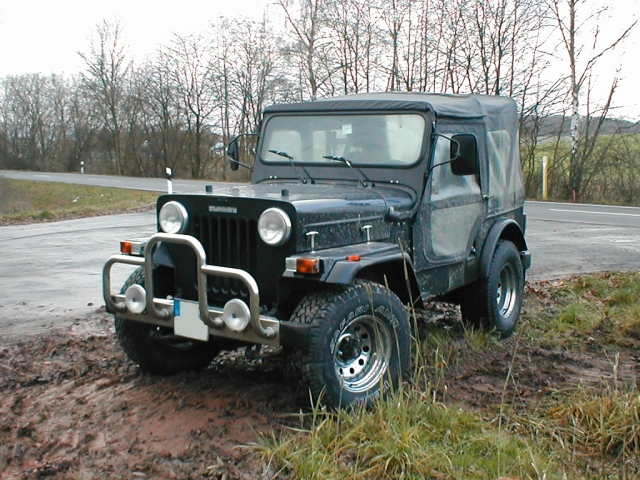
ماهیندرا جیپ سی‌جی ۳۴۰.
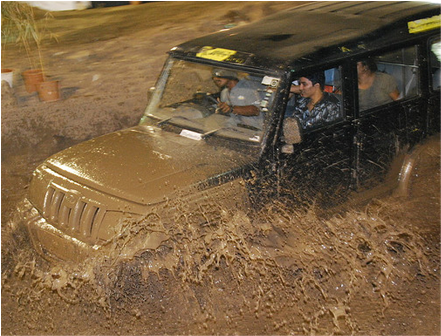